# Epuraea variegata
Epuraea variegata är en skalbaggsart som först beskrevs av Herbst 1793.  Epuraea variegata ingår i släktet Epuraea, och familjen glansbaggar. Arten är reproducerande i Sverige.